# Эстрада, Сеньеса
Сеньеса Кармен Эстрада (англ. Seneisa Carmen Estrada; род. 26 июня 1992, Лос-Анджелес, Калифорния, США) — американская спортсменка, боксёр-профессионал, выступающая в первой наилегчайшей и наилегчайшей весовых категориях. Среди профессионалов временная чемпионка мира по версии WBA (2019—н. в.) в наилегчайшем весе, и чемпионка по версии WBC Silver (2018—н. в.) в 1-м наилегчайшем весе.

## Биография
Сеньеса Эстрада родилась 26 июня 1992 года в Лос-Анджелесе.

## Профессиональная карьера
В апреле 2016 года подписала контракт с промоутерской компанией «К2 Promotions».

## Таблица профессиональных поединков
В таблице перечислены результаты всех поединков боксёров.
В каждой строке указан результат поединка. Дополнительно номер поединка обозначен цветом, который обозначает итог поединка. Расшифровка обозначений и цветов представлена в нижеследующей таблице.
| Пример | Расшифровка                     |
| ------ | ------------------------------- |
|        | Победа                          |
|        | Ничья                           |
|        | Поражение                       |
|        | Планируемый поединок            |
|        | Поединок признан несостоявшимся |
| КО     | Нокаут                          |
| ТКО    | Технический нокаут              |
| PTS    | Решение судей (по очкам)        |
| UD     | Единогласное решение судей      |
| MD     | Решение большинства судей       |
| SD     | Раздельное решение судей        |
| RTD    | Отказ от продолжения боя        |
| DQ     | Дисквалификация                 |
| NC     | Поединок признан несостоявшимся |

| 18 поединков, 18 побед (7 нокаутом), 0 поражений | 18 поединков, 18 побед (7 нокаутом), 0 поражений | 18 поединков, 18 побед (7 нокаутом), 0 поражений | 18 поединков, 18 побед (7 нокаутом), 0 поражений | 18 поединков, 18 побед (7 нокаутом), 0 поражений | 18 поединков, 18 побед (7 нокаутом), 0 поражений | 18 поединков, 18 побед (7 нокаутом), 0 поражений | 18 поединков, 18 побед (7 нокаутом), 0 поражений |
| Бой                                              | Рекорд                                           | Дата боя                                         | Соперник                                         | Место проведения боя                             | Результат                                        | Раундов, время                                   | Дополнительно |
| ------------------------------------------------ | ------------------------------------------------ | ------------------------------------------------ | ------------------------------------------------ | ------------------------------------------------ | ------------------------------------------------ | ------------------------------------------------ | --- |
| 18                                               | 18-0                                             | 2 ноября 2019                                    | Марлен Эспарса (7-0)                             | MGM Grand Garden Arena, Лас-Вегас, Невада, США   | TD9                                              | 10                                               | Бой за титул "временной" чемпионки мира по версии WBA в наилегчайшем весе. Бой был остановлен после 9-го раунда, потому что Эспарса получила сильное рассечение от случайного столкновения головами. Счёт после остановки боя: 88-83, 89-82, 90-81. |